# Daoguang
Daoguang (道光; Dàoguāng) (Peking, 16 september 1782 - aldaar, 25 februari 1850) was van 1820 tot 1850 keizer van China onder de Qing-dynastie.

## Levensloop
Hij was geboren in het 47e regeringsjaar van keizer Qianlong en kreeg de persoonlijke naam, Aison Gioro Mianning (愛新覺羅 - 綿寧; Aixīn-juéluó - Miánníng). Zijn moeder was keizerin Xiao Shu Rui van de Xitara stam. Zij stierf al in 1797 na amper twee jaar keizerin te zijn geweest. Hij volgde zijn vader, keizer Jiaqing op.
In 1796 trouwde hij zijn eerste vrouw, een dame van de Niuhuru stam. Zij overleed echter al in 1808 en zou na zijn troonopvolging de geëerde titel, keizerin Xiao Mu Cheng, krijgen. In 1820 stierf zijn vader keizer Jiaqing in Jehol. Het nieuws van zijn dood kwam enkele dagen later aan in de Verboden Stad. Mianning was toen niet aanwezig. Zijn stiefmoeder, keizerin Xiao He Rui, opende de doos waarin het testament met de naam van de opvolger. Zij had destijds makkelijk een van haar eigen zonen kunnen aanwijzen als keizer. Zij deed dit echter niet en verklaarde Mianning als de nieuwe keizer. Hierdoor bleef zij tot haar dood geliefd bij de keizer.

## Regeringsperiode
Ondanks zijn niet zo krachtige persoonlijkheid probeerde Daoguang een einde te maken aan de opiumhandel van de Britten, maar tevergeefs. Opium werd al gebruikt tijdens de regeringsperiodes van de keizers Qianlong en Jiaqing. Maar tijdens de regeringsperiode van keizer Daoguang groeide het gebruik enorm. Daoguang verbood de invoer van opium en zond de hoge ambtenaren Lin Zexu naar Guangzhou om de illegale handel in opium te stoppen. De Engelsen lieten het hierbij niet zitten en verklaarden de Chinezen de oorlog. Deze oorlog werd de Eerste Opiumoorlog (1839-1842) genoemd en eindigde met de vernederende Verdrag van Nanking in 1842.
Hij regeerde 30 jaar en het was een magere periode. Het lukte hem niet de schatkist weer bij te vullen en hij liet zijn opvolger een bijna lege schatkist achter. Hij overleed vlak na de dood van zijn stiefmoeder in 1850 op 68-jarige leeftijd. Hij werd opgevolgd door zijn vierde zoon Yizhu die de regeringsnaam Xianfeng zou nemen. Hij ligt begraven in het Muling Mausoleum.

## Familie
- Stiefmoeder: keizerin Xiao He Rui (1776 - 1850) was de tweede vrouw van keizer Jiaqing. Zij kwam van de Mantsjoe Niuhuru stam en werd zijn keizerin in 1801. Na de dood van Jiaqing werd zij vereerd als keizerin-weduwe Gongci.
- Keizerin Xiao Mu Cheng (? - 1808) kwam van de Mantsjoe Niuhuru stam. Zij was de eerste vrouw van keizer Daoguang. Zij trouwde hem in 1796 maar overleed al voor hij de troon besteeg. In 1820 werd zij vereerd als keizerin.
- Keizerin Xiao Shen Cheng (? - 1833) kwam van de Mantsjoe Tungiya stam. Zij was de tweede vrouw. Zij werd zijn officiële vrouw in 1808. Toen in 1820 keizer Daoguang de troon besteeg, werd zij zijn keizerin.
- Keizerin Xiao Quan Cheng.
- Keizerin Xiao Jing Cheng.
- Gemalin Xiang.
- Gemalin He (? - 1836) kwam van de Mantsjoe Yehenara stam. Zij schonk keizer Daoguang zijn eerste zoon Yi Wei (1808-1831).
- Gemalin Chang (? - 1860) kwam van de Mantsjoe Heseri stam. Zij overleed tijdens de verwoesting van het Oude Zomerpaleis in Peking.

### Zonen
- Prins Yi Zhu volgde zijn vader op als keizer Xianfeng.
- Prins Yi Tsung
- Prins Yi Xin beter bekend als "prins Gong"
- Prins Yi Xuan beter bekend als "prins Chun", de vader van keizer Guangxu.

### Dochters
- Prinses Duanmin (端悯固伦公主) (1813 - 1819) was de dochter van keizerin Xiao Shen Cheng.
- Tweede dochter (1825) was de dochter van gemalin Xiang.
- Prinses Duanshun (端顺固伦公主) (1825 - 1835) was de dochter van keizerin Xiao Quan Cheng.
- Prinses Shou An (寿安固伦公主) (1826- 1860) was de tweede dochter van keizerin Xiao Quan Cheng.
- Prinses Shou Chang (寿臧和硕公主) (1829 - 1856) was de tweede dochter van gemalin Xiang.
- Prinses Shou En (寿恩固伦公主) (1830 - 1859) was de dochter van keizerin Xiao Jing Cheng.
- Zevende dochter (1840 - 1844) was de dochter van Geëerde gemalin Tun.
- Prinses Shou Xi (寿禧和硕公主) (1841- 1866) was de tweede dochter van Geëerde gemalin Tun.
- Prinses Shou Zhuang (寿庄固伦公主) (1842 - 1884) was de dochter van keizerlijke gemalin Zhuang Shun.
- Tiende dochter (1844 - 1845) was de derde dochter van Geëerde gemalin Tun.

## bronvermelding
- Daily Life in the Forbidden City, Wan Yi, Wang Shuqing, Lu Yanzhen ISBN 0-670-81164-5
- (en)  website met informatie over de stamboom van de Aisin Gioro stam